# آکیله میلو
آکیله میلو (ایتالیایی: Achille Millo؛ ‏ ۲۵ اکتبر ۱۹۲۲ – ۱۸ اکتبر ۲۰۰۶) یک هنرپیشه و صداپیشه اهل ایتالیا بود.
از فیلم‌ها یا برنامه‌های تلویزیونی که وی در آن نقش داشته‌است می‌توان به چرخ‌وفلک ناپل اشاره کرد.